# Bissone
Bissone (lmo. Bissún, niem. Byssen) – miejscowość i gmina w południowej Szwajcarii, w kantonie Ticino, w okręgu (distretto) Lugano, w powiecie (circolo) Ceresio. Leży nad jeziorem Lago di Lugano.

## Demografia
W Bissone mieszka 985 osób. W 2021 roku 45,1% populacji gminy stanowiły osoby urodzone poza Szwajcarią. 

## Transport
Przez teren gminy przebiegają autostrada A2 oraz drogi główne nr 2 i nr 403.